# Daniel O'Donnell
Daniel O'Donnell (n. el 12 de diciembre de 1961, en Kincasslagh, Condado de Donegal, Irlanda), es un cantante irlandés de música folk y música irlandesa. También es presentador de televisión y filántropo. O'Donnell llamó la atención pública en 1983 y se ha convertido en un nombre familiar en Irlanda y el Reino Unido. También ha tenido un éxito considerable en Australia. Es conocido por su estrecha relación con su base de fanes, y su carismático y presencia en el escenario atractivo. Su música ha sido descrita como una mezcla de country y folk irlandés, y ha vendido más de 10 millones de discos hasta la fecha.

## Discografía

### Álbumes
- The Boy From Donegal (1984)
- Two Sides Of (1985)
- I Need You (1986)
- Don't Forget To Remember (1987)
- From The Heart (1988)
- Thoughts Of Home (1989)
- The Last Waltz (1990)
- Favourites (1990)
- The Very Best Of Daniel O'Donnell (1991) #34 RU
- Follow Your Dream (1992) #17 RU
- A Date With Daniel Live (1993) #21 RU
- Especially For You (1994) #14 RU
- Christmas With Daniel (1994) #34 RU
- The Classic Collection (1995) #34 RU
- Timeless: Daniel O'Donnell and Mary Duff (avec Mary Duff – 1996) #13 RU
- Irish Collection (1996) #35 RU
- Songs Of Inspiration (1996) #11 RU
- I Believe (1997) #11 RU
- Love Songs (1998) #9 RU
- Greatest Hits (1999) #10 RU
- Faith and Inspiration (2000) #4 RU
- Heartbreakers (2000)
- Live, Laugh, Love (2001) #27 RU
- Yesterdays Memories (2002) #18 RU
- The Irish Album (2002)
- The Daniel O'Donnell Show (2002)
- Dreaming (2002)
- Songs of Faith (2003)
- Daniel In Blue Jeans (2003) #3 RU
- At The End Of The Day (2003) #11 RU
- The Jukebox Years (2004) #3 RU
- Welcome To My World (2004) #6 RU
- Teenage Dreams (2005) #10 RU
- The Rock' N' Roll Show (2006)
- From Daniel With Love (2006) #5 RU
- Until the Next Time (2006)
- Together Again (avec Mary Duff) (2007) #6 RU
- Country Boy (2008) #6 RU
- Peace in the Valley (2009) #8 RU
- O Holy Night (2010)
- Moon Over Ireland (2011) #9 RU